# Мстинский Мост (станция)
Мсти́нский Мост — станция Октябрьской железной дороги на скоростной линии Санкт-Петербург — Москва. Расположена в д. Мстинский Мост, Маловишерского района Новгородской области. Введена в эксплуатацию в 1899 году. Получила название по расположенному рядом мосту через реку Мсту.

## Описание
Станция 5 класса, расположена на участке Чудово-Московское — Окуловка, на 189 километре двухпутной электрифицированной скоростной линии Октябрьской железной дороги Москва — Санкт-Петербург. Обслуживается линейными подразделениями Санкт-Петербургского территориального управления Октябрьской железной дороги, имеются две низких пассажирские платформы.

## История
Станция построена и сдана в эксплуатацию в 1899 году, рядом с посёлком, возникшим при строительстве первого моста через реку Мсту на Николаевской железной дороге. Станция и посёлок поименованы в честь Мстинского железнодорожного моста.

### Происшествия и катастрофы
В 02 ч. 54 мин. 26 января 2000 года на участке Мстинский Мост — Торбино произошло столкновение пассажирского поезда № 612 с впереди идущим грузовым составом. В результате столкновения погиб помощник машиниста и травмирован машинист пассажирского поезда, пострадали 14 пассажиров, сошли с рельсов электровоз и 2 вагона в пассажирском и 4 вагона в грузовом составах, разрушено 150 метров пути, повреждена опора контактной сети, электровоз ЧС2Т−982 и 5 вагонов восстановлению не подлежали и были списаны. Движение по чётному пути было прервано на 21 час 20 мин.

## Пассажирское движение
На станции останавливаются пригородные электропоезда, следующие на Малую Вишеру и Окуловку. С 1 июня 2024 года здесь будет останавливаться скоростной поезд "Ласточка" сообщением Санкт-Петербург - Москва и обратно. Имеется станционное здание, однако зал ожидания и кассы отсутствуют. На станции две низкие пассажирские платформы.